# Holmesimysis costata
Holmesimysis costata is een aasgarnalensoort uit de familie van de Mysidae. De wetenschappelijke naam van de soort is voor het eerst geldig gepubliceerd in 1900 door Holmes.